# Die 46 des Rademakersbroek

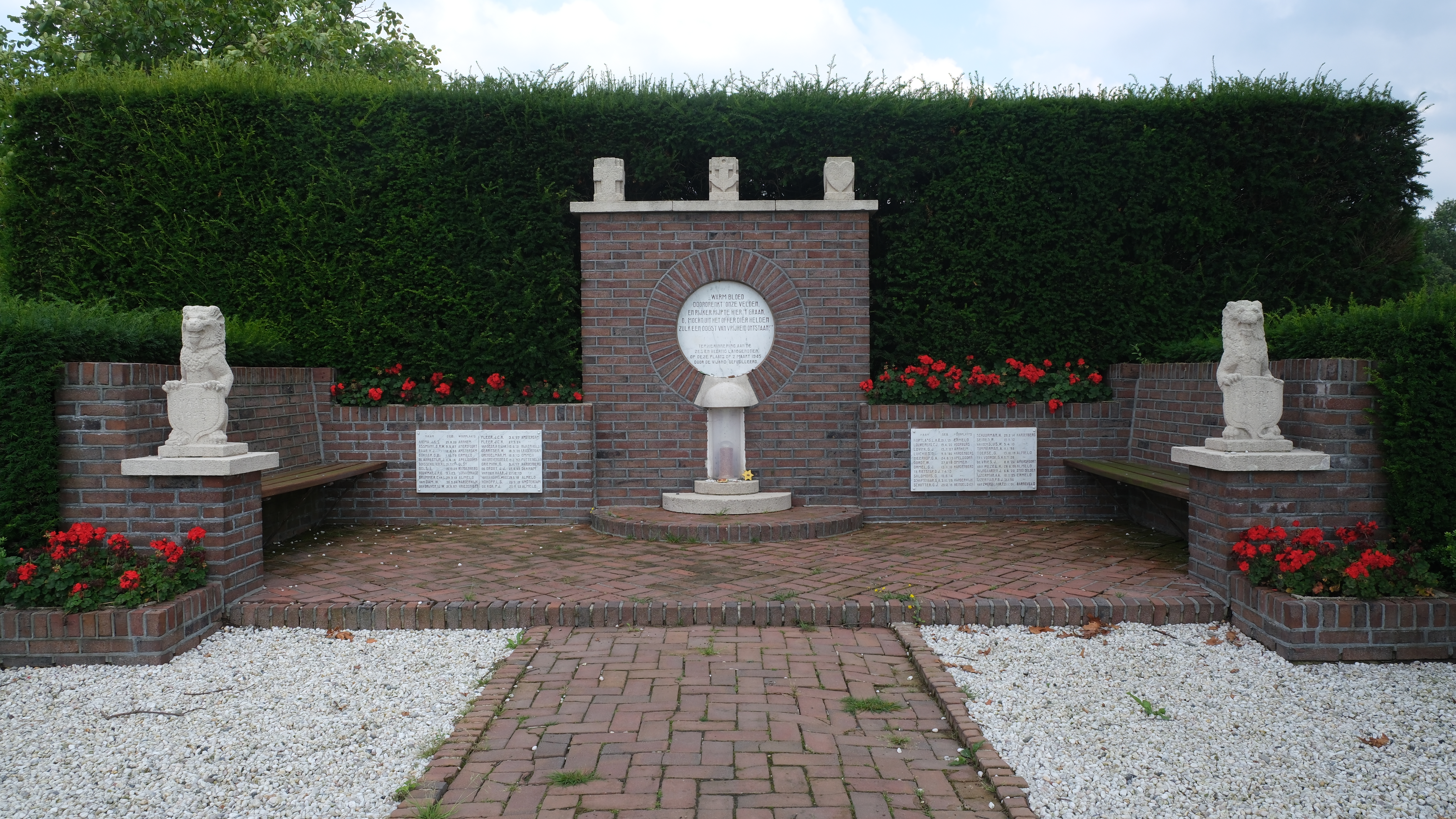
Denkmal am Rademakersbroek bei Varsseveld

Die 46 des Rademakersbroek waren eine Gruppe von 46 niederländischen Männern, die am 2. März 1945 auf einem Feld am Rademakersbroek in Varsseveld (heute Gemeinde Oude IJsselstreek) hingerichtet wurden. Die Hinrichtung erfolgte als „Vergeltung“ für eine Aktion der Widerstandsgruppe De Bark, bei der in der Nacht vom 25. auf den 26. Februar 1945 vier deutsche Soldaten getötet wurden.
Die Opfer vom Rademakersbroek waren alle so genannte „Todeskandidaten“ aus dem Kruisberg-Gefängnis in Doetinchem. Sie stammten aus verschiedenen Teilen der Niederlande. Seit 1949 steht an der Hinrichtungsstätte ein Denkmal.

## Ereignisse
Ende Februar wurden drei Vermessungsingenieure und ihr Fahrer, allesamt Fallschirmjäger der Wehrmacht, von Widerstandskämpfern aus De Bark gefangen genommen. Auf der Suche nach geeigneten Plätzen für die Aufstellung ihrer Artillerie waren die deutschen Soldaten ahnungslos in das Bauernhaus eingedrungen, das der Widerstandsgruppe als Operationsbasis diente. Die Widerstandsgruppe beschloss, die deutschen Soldaten zu töten, und versuchte, es so aussehen zu lassen, als seien die Soldaten Opfer eines Unfalls geworden. Zu diesem Zweck legten sie die Leichen in ein Auto mit Sprengstoff und fuhren dieses Auto gegen einen Baum. In der Nacht vom 25. auf den 26. Februar 1945 wurden die Leichen auf dem Aaltenseweg in Varsseveld gefunden. Die Besatzungstruppen fanden bald heraus, dass es sich nicht um einen Unfall handelte, sondern dass die Soldaten vorsätzlich getötet worden waren.
Ursprünglich wollten die Besatzer als Vergeltung alle Männer aus dem Gebiet um den Aaltenseweg hinrichten lassen. Dies wurde vom Bürgermeister Joost Boot der damaligen Gemeinde Wisch verhindert.
Am 2. März 1945 wurden 46 Todeskandidaten frühmorgens aus dem Gefängnis in Doetinchem abtransportiert. Sie kamen gegen 8 Uhr auf dem Feld in Rademakersbroek an. Der Exekutionszug, der aus Angehörigen derselben Division bestand, zu der auch die vier von der Widerstandsgruppe getöteten Soldaten gehörten, vollstreckte das Urteil. Nachdem einige der SS-Leute noch auf dem Hof gefrühstückt hatten, wurden die Leichen der 46 Personen gegen 10.30 Uhr von vier Bauern aus der Umgebung auf einem flachen Wagen zum Friedhof Rentinkkamp in Varsseveld gefahren. Vier Wochen später wurde die Gegend von den Alliierten befreit.

## Denkmal

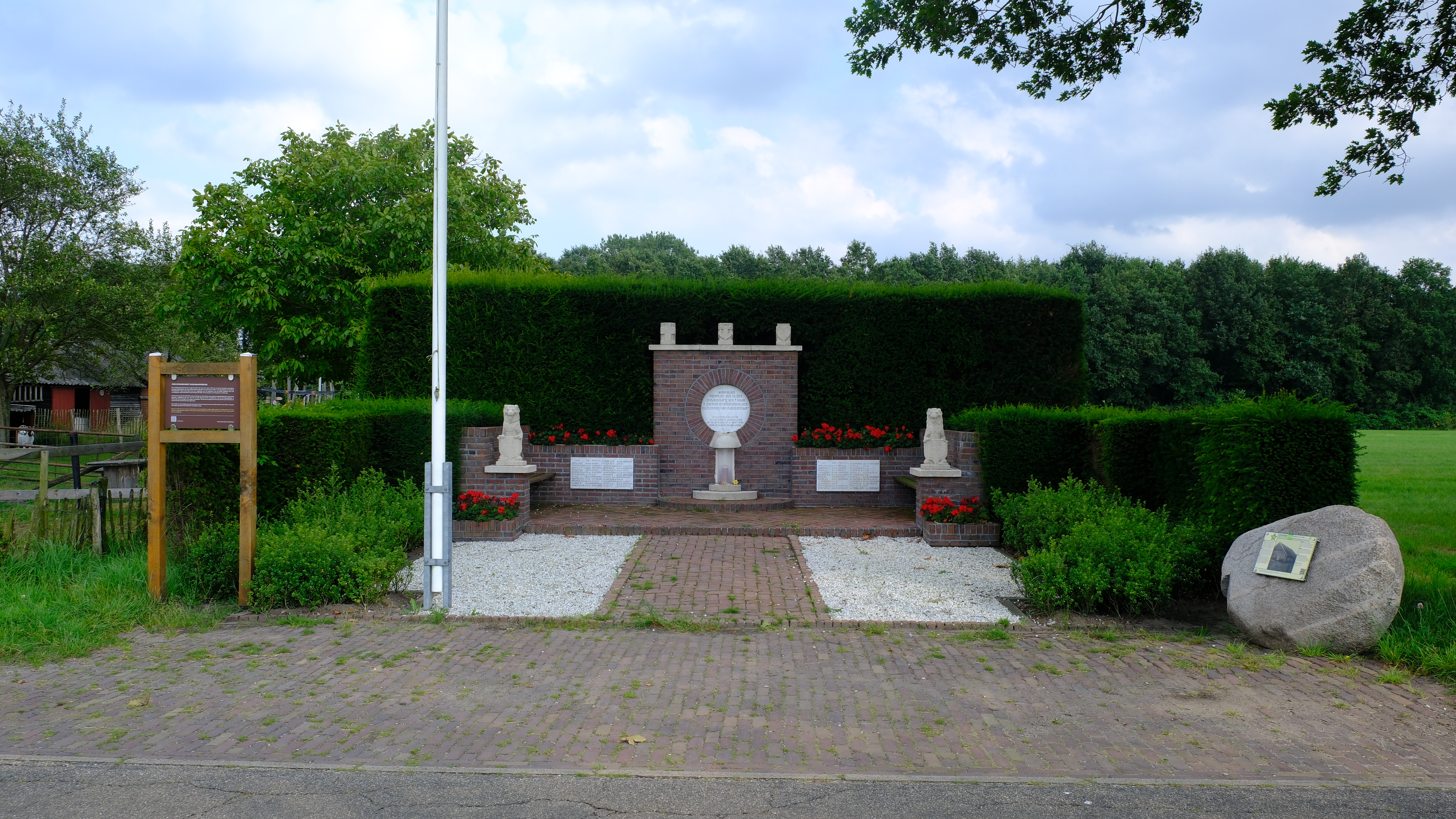
Denkmal mit Informationstafeln

Am 4. Mai 1949 wurde in Rademakersbroek ein Denkmal zur Erinnerung an die 46 Gefallenen enthüllt. Das Denkmal besteht aus einer Glasglocke, in der die Körner der Maiskörner untergebracht sind, die an der Stelle wuchsen, an der die Männer gefallen sind. Wie die Inschrift des Denkmals erzählt, düngte das viele Blut an dieser Stelle den Boden, sodass der Mais an dieser Stelle besonders gut wuchs. Er wurde nicht gegessen oder anderweitig verwertet.
An diesem Denkmal findet jedes Jahr am 2. März eine Gedenkfeier statt.

## Liste der Ermordeten

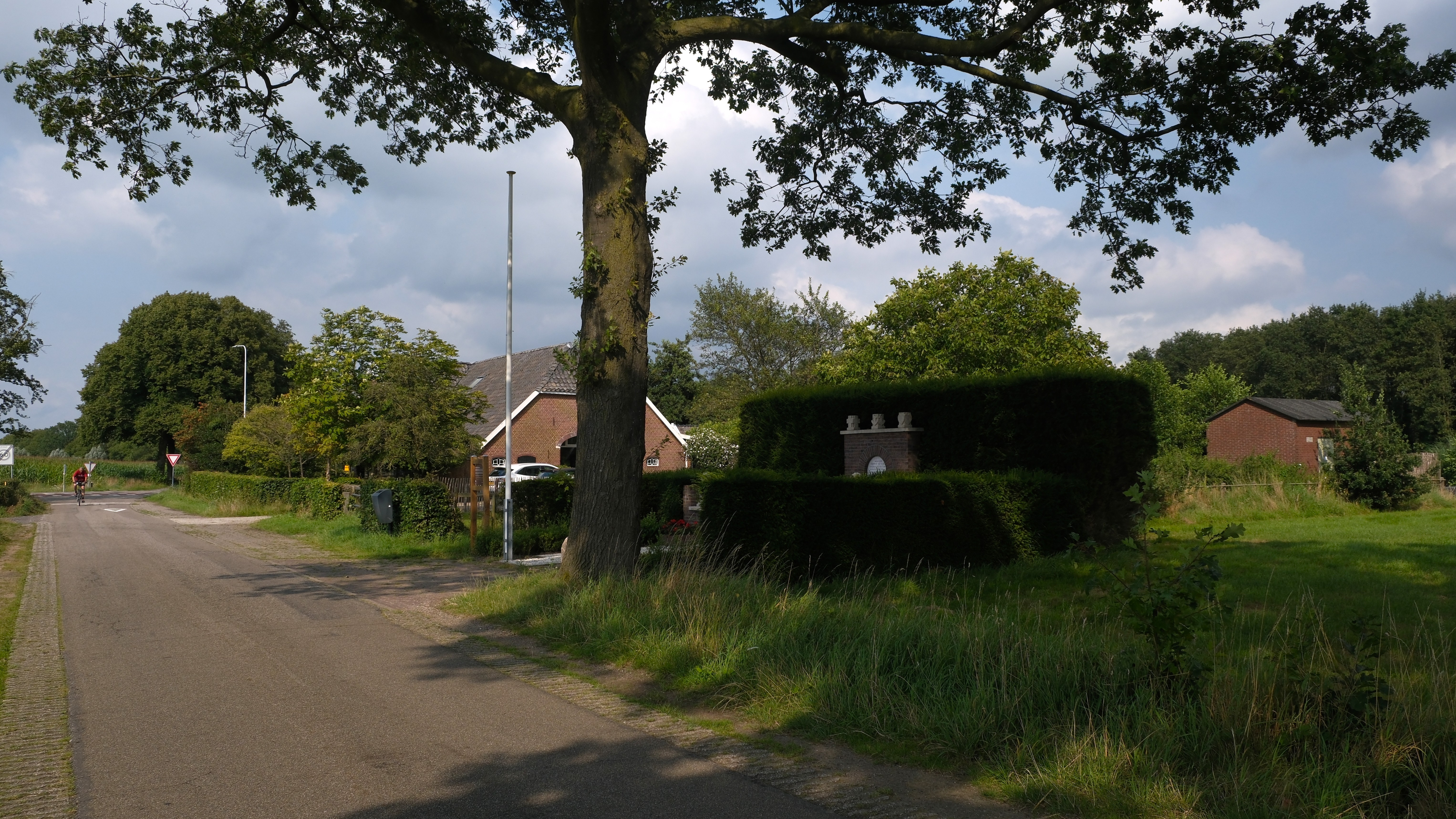
Umgebung des Denkmals

Die Liste enthält den Namen, das Geburtsdatum, den Geburtsort und den Friedhof:
- Johannes Karel Sjouke Anema, 25. August 1920 in Leeuwarden, Begraafplaats Moscowa in Arnheim
- Oswald Reinhold Wilhelm Assmann, 9. Mai 1887 in Tegelen (Limburg), Begraafplaats Rentinkkamp in Varsseveld
- Hilbrand Johannes Baar, 12. August 1924 in Haren, Algemene Begraafplaats Nunspeet-Oost
- Dionisius Dirk Bakker, 1. Oktober 1879 in Dubbeldam, Algemene Begraafplaats Nunspeet-Oost
- Jan Blankestijn, 11. April 1914 in Nijkerk, Begraafplaats Heidehof in Ugchelen
- Franciscus Leonardus Boks Scholten, 21. Juli 1917 in Den Haag, Nationaal Ereveld Loenen
- Albert Bols, 19. Dezember 1909 in Bergentheim, Begraafplaats Bergentheim
- Jacobus Franciscus Gerrit Bouwman, 9. Januar 1923 in Den Haag, Begraafplaats Oud Eik en Duinen in Den Haag
- Christiaan Lambertus Brummer, 29. März 1913 in Almelo, Begraafplaats ’t Groenedael in Almelo
- Wouter van Dam, 30. September 1904 in Putten, Begraafplaats Oostergaarde in Harderwijk
- IJsbrand Willem den Drijver, 21. September 1897 in Den Haag, Algemene Begraafplaats Vriezenveen
- Jan Cornelis Hendrik Fleer sr., 3. Juni 1897 in Amsterdam-Oost, Begraafplaats ‘Het Kerkhof’ in Lutten
- Jan Cornelis Hendrik Fleer jr., 27. März 1921 in Amsterdam, De Erebegraafplaats te Bloemendaal
- Willem Gerritsen, 18. März 1920 in Scheveningen, Nationaal Ereveld Loenen
- Hendrik Gerard van Geen, 15. Juni 1921 in Waardenburg (Betuwe), Oude Algemene Begraafplaats in Putten
- Mannes Grendelman, 16. Juni 1913 in Bruchterveld, gemeente Hardenberg, Begraafplaats Bergentheim
- Evert van Grevengoed, 19. Februar 1897 in Putten, Oude Algemene Begraafplaats in Putten
- Gerrit Griemink, 9. November 1921 in Emmen, Begraafplaats Bergentheim
- Jan de Groot, 25. Juni 1903 in Oude Pekela, Begraafplaats Dennenhof in Den Ham
- Jan van der Haar, 27. Dezember 1913 in Vroomshoop, Algemene Begraafplaats in Vroomshoop
- Willebrordus Hermanus Gregorius Cornelis (Wilhelm) van den Heuvel, 29. September 1918, Borne, R. K. Begraafplaats in Almelo, Grabstätte bereits aufgelöst
- Leendert Sietse Hohoff, 20. Mai 1919 in Amsterdam, begraafplaats Zorgvlied in Amsterdam
- Petrus Johannes de Kok, 20. August 1902 in Wouw (Noord-Brabant), R. K. Begraafplaats in Almelo
- Luther Anne Elisa Kortlang, 21. Januar 1921 in Ermelo, Gemeentelijke Begraafplaats Koningsvaren in Ermelo
- Cornelis Joan Louwerens, 19. April 1920 in Amsterdam, Nationaal Ereveld Loenen
- Gerhardus Johannes Lovink, 19. Juli 1907 in Enschede, Nationaal Ereveld Loenen
- Gerrit Luichies, 9. August 1886 in Bergentheim, Begraafplaats Bergentheim
- Gerrit Arend Meerhof, 24. August 1913 in Apeldoorn, Begraafplaats Heidehof in Ugchelen
- Wolter Oordt, 27. August 1919 in Beerzerveld bij Ommen, Begraafplaats Bergentheim
- Gerrit Jan Ormel, 13. November 1910 in Dinxperlo, Begraafplaats Bergentheim
- Derk Jan te Rietstap, 7. April 1913 in Rietstap in Halle, Begraafplaats Bergentheim
- Geert Salomons, 10. Juni 1914 in Ambt Hardenberg (Slagharen), Begraafplaats Bergentheim
- Gijs Albertus Schaftenaar, 3. Oktober 1909 in Harderwijk, Begraafplaats Oostergaarde in Harderwijk
- Gerrit Jan Schutten, 29. Dezember 1919 in Enschede, Westerbegraafplaats in Enschede
- Hermannes Schuurman, 25. Februar 1914 in Bergentheim, Begraafplaats Bergentheim
- Roelof Seinen, 19. September 1912 in Meppel, Begraafplaats Bergentheim
- Willem van der Sluis, 5. April 1910 in Avereest, Begraafplaats Bergentheim
- Albert Timmerman, 11. Januar 1898 in Gramsbergen, Begraafplaats Bergentheim
- Gerrit Toerse, 13. Oktober 1919 in Almelo, Begraafplaats ’t Groenedael in Almelo
- Gerhardus Hendrikus ten Voorde, 5. Juli 1926 in Almelo, Begraafplaats ’t Groenedael in Almelo
- Jan de Vries, 8. August 1920 in Hoorn, Begraafplaats Rusthof in Leusden
- Hendrik van Wezel, 28. Juni 1906 in Almelo, Begraafplaats ’t Groenedael in Almelo
- Jan Wijngaarden, 6. Juni 1920 in Staphorst, Algemene Begraafplaats in Meppel
- Abram Arie IJzerman, 10. Juli 1925 in Nunspeet, Algemene Begraafplaats Nunspeet-Oost
- Teunis van Zwetselaar, 21. Januar 1901 in Renswoude, Begraafplaats De Plantage in Barneveld

## Belege
1. ↑  De 46 van Rademakersbroek. Abgerufen am 15. Juli 2020 (niederländisch).
2. ↑  Gefusilleerd – De 46 van Rademakersbroek. Abgerufen am 15. Juli 2020 (niederländisch).
3. ↑  Vroege herdenking drama Rademakersbroek Varsseveld op film vastgelegd. In: Omroep Gelderland. Abgerufen am 16. Juli 2020 (niederländisch).
4. ↑  Vroege herdenking drama Rademakersbroek Varsseveld op film vastgelegd. In: Omroep Gelderland. Abgerufen am 16. Juli 2020 (niederländisch).
5. ↑  Gefusilleerd – De 46 van Rademakersbroek. Abgerufen am 15. Juli 2020 (niederländisch).
6. ↑  Oorlogsmonument Rademakersbroek - Varsseveld - TracesOfWar.nl. In: www.tracesofwar.nl. Archiviert vom Original am 16. Juli 2020; abgerufen am 16. Juli 2020 (englisch).
7. ↑  Nach: Kirsten Zimmerman, Nationaal Onderduikmuseum: Geef de mannen een gezicht. De 46 van het Rademakersbroek, Aalten 2020.